# Yasui Dōton
Yasui Dōton (安井 道頓?; Kawachi, 1533 – 4 giugno 1615) è stato un mercante e un piccolo proprietario terriero giapponese del periodo Azuchi-Momoyama.
Noto anche come Yasui Nariyasu (安井 成安?), combatté al fianco di Toyotomi Hideyori durante l'assedio di Osaka, perdendo la vita in battaglia. Il canale e l'omonimo quartiere di Dōtonbori a Osaka portano il suo nome.

## Biografia
Originario della provincia di Kawachi (l'odierna parte sud-orientale della prefettura di Osaka), servì 
Toyotomi Hideyoshi e prese parte alla costruzione del castello di Osaka. Come ricompensa ricevette un appezzamento di terra a sud del castello. Nel 1612 iniziò l'espansione del piccolo fiume Umezu (che scorreva da est verso ovest), nella speranza di aumentare il commercio nella regione creando un canale che collegava le due sponde del fiume Yokobori. Dōton morì durante l'assedio di Osaka nel 1615, ma il suo progetto fu portato a compimento dai cugini Dōboku e Tōji. In suo onore il nuovo padrone del castello di Osaka, Tadaki Matsudaira, chiamò il canale e il viale accanto Dōtonbori (道顿堀?; bori da hori, che significa "canale").
Successivamente i discendenti di Dōton abitarono fino alla fine del periodo Meiji le terre attorno all'area meridionale di Osaka, corrispondente all'odierna zona di Minami.